# پاتریسیا الورسا
پاتریسیا الورسا (اسپانیایی: Patricia Elorza‎؛ زادهٔ ۸ آوریل ۱۹۸۴) بازیکن هندبال اهل اسپانیا است.